# Mergey
Mergey ist eine französische Gemeinde mit 663 Einwohnern (Stand 1. Januar 2022) im Département Aube in der Region Grand Est; sie gehört zum Arrondissement Troyes und zum Kanton Creney-près-Troyes.

## Bevölkerungsentwicklung

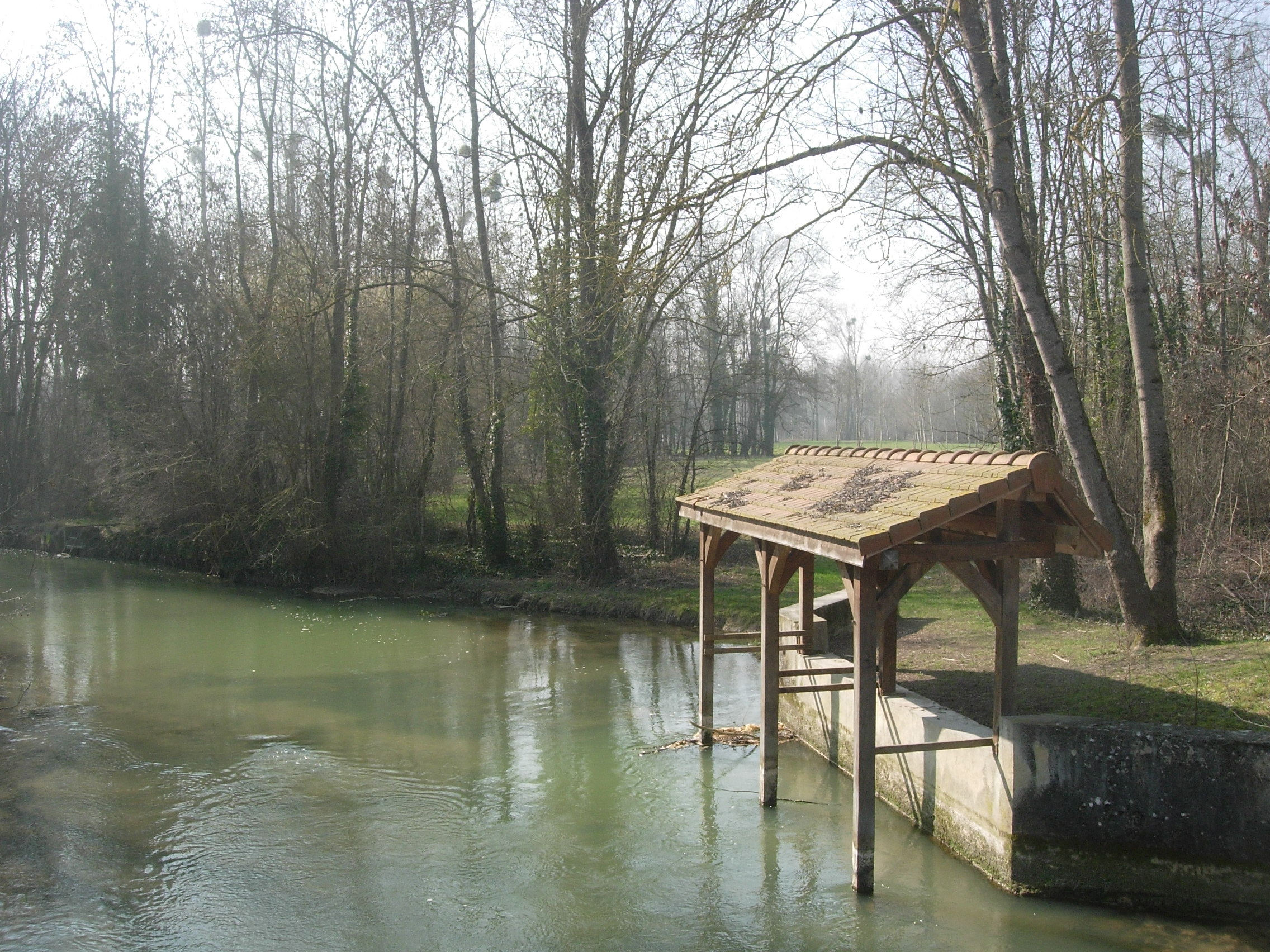
Lavoir in Mergey

| Jahr      | 1962 | 1968 | 1975 | 1982 | 1990 | 1999 | 2008 | 2016 |
| Einwohner | 354  | 371  | 350  | 418  | 594  | 605  | 668  | 696  |